# Західна зрада

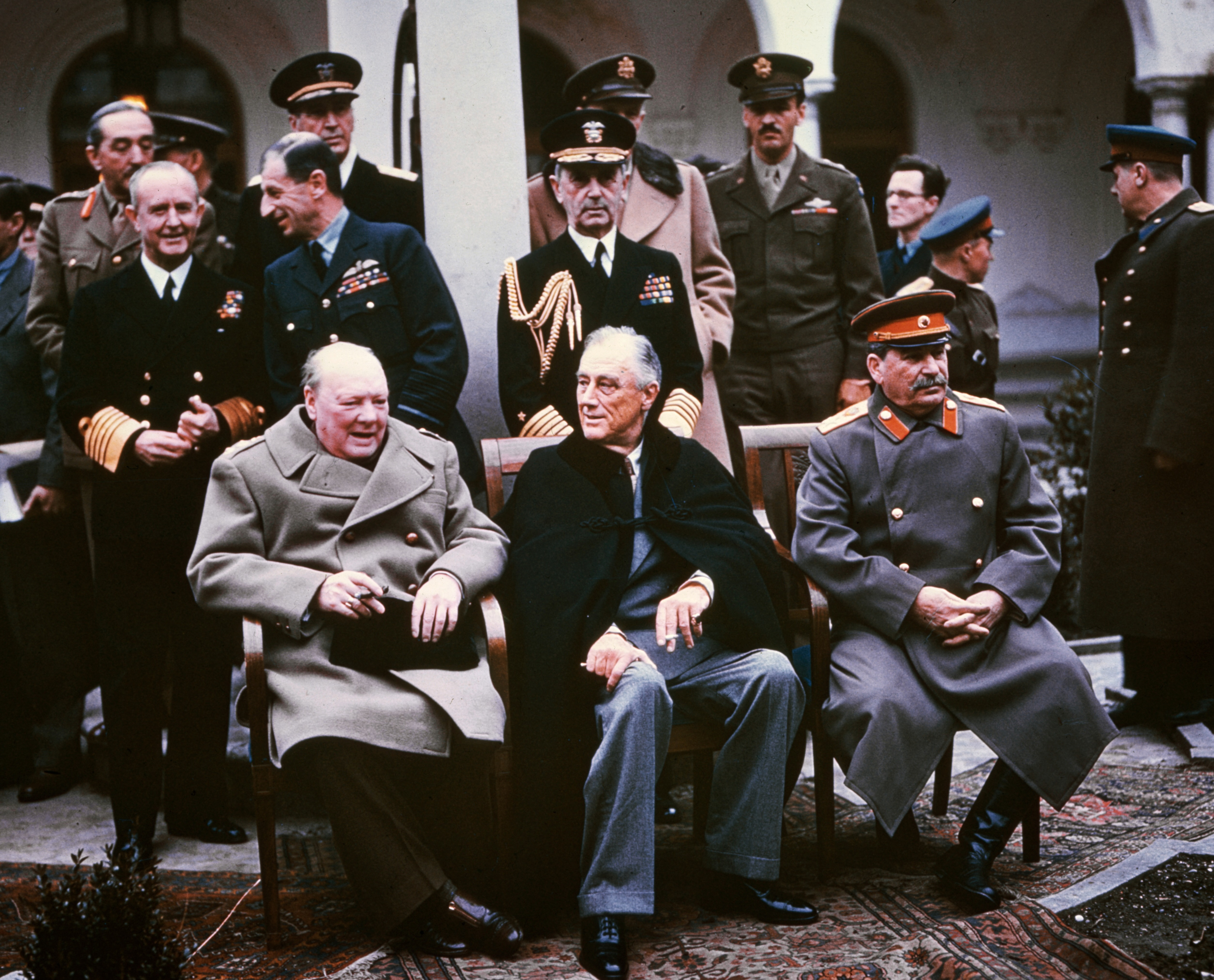
«Велика трійка» на Ялтинській конференції: Вінстон Черчилль, Франклін Д. Рузвельт і Йосип Сталін

Концепт За́хідна зра́да належить до погляду, що Сполучене Королівство і Франція не змогли виконати свої правові, дипломатичні, військові та моральні зобов'язання відносно до чеської та польської націй Центральної Європи до та після Другої світової війни.
Зокрема, це стосується поводження із Чехословаччиною під час Мюнхенської конференції із подальшою окупацією та поділом Третім Рейхом, а також відмови західних союзників надати допомогу Польщі після вторгнення Німеччини і СРСР у 1939 році. Той самий концепт також належить до поступок, зроблених Сполученими Штатами та Сполученим Королівством відносно СРСР протягом Тегеранської, Ялтинської та Потсдамської конференцій, їхньої позиції під час Варшавського повстання, і деяких інших подій, які виділили регіон у радянську сферу впливу і створили Східний блок.
Історично склалося так, що ці погляди були переплетені з деякими з найбільш значущих геополітичних подій ХХ століття, включаючи виникнення та змогутнення Третього Рейху (нацистської Німеччини), виникнення Радянського Союзу (СРСР) як панівної наддержави із контролем значних частин Європи та різних угод, альянсів і позицій, прийнятих під час та після Другої світової війни і так само у Холодну війну.

## Сприйняття зради
Поняття «західної зради», на думку професора Шарлотти Бретертон і Джона Воглера, є відсиланням до «почуття історичної і моральної відповідальності» за «відмову від (Центральної та) Східної Європи», покинутих Заходом наприкінці Другої світової війни.
У Центральній та Східній Європі інтерпретація результатів Мюнхенської угоди 1938 року та Ялтинської конференції 1945 року, як зради Центральної та Східної Європи Західними країнами використовувалась лідерами Центрально- та Східноєвропейських країн для тиску на Західні країни з метою задоволення більш нагальних політичних запитів, наприклад членство у НАТО.
Є не багато випадків, коли обачне лукавство є очікуваним, в результаті чого секретні угоди чи наміри викликають конфлікт із розумінням, яке подається публічно. Прикладом є приховане узгодження Черчилля з СРСР, що Атлантична хартія не належить до Балтійських країн. Враховуючи стратегічні вимоги виграшу війни прем'єр-міністр Великої Британії Вінстон Черчилль і президент Сполучених Штатів Франклін Д. Рузвельт не мали іншого вибору, крім як прийняти вимоги їх колишнього союзника, Голови Ради Міністрів СРСР Йосипа Сталіна, у Тегерані, Ялті та Потсдамі, стверджує відставний дипломат Чарльз Г. Стефан.
Макс Гастінгс стверджує, що Черчилль закликав Рузвельта до продовження збройного конфлікту у Європі у 1945 році — але вже по відношенню до Радянського Союзу, задля запобігання розширенню контролю СРСР на захід від власних кордонів. Рузвельт, мабуть довіряв гарантіям Сталіна і не бажав підтримувати Черчилля у забезпеченні звільнення всієї Центральної та Східної Європи на захід від СРСР. Без американської підтримки, Об'єднане Королівство, знекровлене шістьма роками війни, було не спроможне до будь-яких військових дій у цій частині Європи.
Серед конкретних випадків якими часто ілюструють цей концепт історичні та сучасні письменники можна назвати анексію більшої частини Чехословаччини нацистською Німеччиною через Мюнхенську угоду 1938 року, відмова від британського союзу з Польщею під час вторгнення до Польщі у вересні 1939 року та під час Варшавського повстання проти нацистської Німеччини у 1944 році, а також прийняття радянського скасування результатів Ялтинської конференції 1944 року. Стосовно останнього, основні Союзники проти нацистської Німеччини узгодили забезпечення демократичних процесів у країнах, які будуть звільнені від нацистського панування, таких як Естонія, Латвія, Литва, Польща, Чехословаччина, Угорщина, Румунія, Болгарія, Югославія, та Албанія.
Також, була очевидною недостатня військова чи політична підтримка антикомуністичних повстань під час повстання у Німецькій Демократичній Республіці у 1953 році, протягом Угорської революції 1956 року, а також під час демократично-орієнтованих реформ у Чехословаччині у 1968 році (так звана «Празька весна»).
Ця «турбота про їх історичне відчуття 'пошкодженого я' викликала обурення» по відношенню до заходу загалом і підсилила концепт західної зради, зокрема, відповідно до Іллі Прізеля. Григорій Явлінський стверджує, що шкода заподіяна центральноєвропейським національним психікам, заподіяна Західною «зрадою» у Ялті та Мюнхені залишила «психологічну подію» чи «психіатричну проблему» стосовно дебатів про розширення НАТО.
Колін Павелл заявив, що він не думає, що «зрада це доречне слово» по відношенню до ролі Союзників у Варшавському повстанні. Оскільки скарги щодо «зради» є звичним явищем у політиці загалом, ідея західної зради також може розглядатися як політичний «цап відбувайло» у центральній та східній Європі і болючим місцем під час виборчих кампаній у країнах колишнього Західного блоку. Історик Атан Теохаріс стверджує, що міфи зради були частково використані тими, хто був проти членства Сполучених Штатів у Організація Об'єднаних Націй. Слово «Ялта» стало синонімом до умиротворення світового комунізму та відмови від свободи.

## Чехословаччина
Термін Західна зрада (чеськ. zrada Západu) виник після Мюнхенської угоди 1938 року, коли Чехословаччина була змушена поступитися територією, в основному заселену німцями, Судетської області на користь Німеччини. У регіоні були розміщені чехословацькі прикордонні укріплення і засоби достатньо ефективного захисту від вторгнення Німеччини. Німеччина вторглася і окупувала Чехословаччину роком пізніше.
Разом з Італією і нацистською Німеччиною Мюнхенську угоду підписали Британія та Франція — союзники Чехословаччини. Чехословаччина мала угоду про взаємодопомогу з Францією, а Велика Британія натомість мала угоду з Францією, що означає, що обидві країни були зобов'язані допомогти Чехословаччині у разі нападу на неї. Мюнхенська угода і подальша окупація відкрила чехословацьких громадян для нацистського режиму і його злочинів.
Чеські політики регулярно використовували у газетних публікаціях термін Західна зрада і це, поряд з спорідненими відчуттями, стало стереотипом поміж чехами. Чеські вислови Mnichov (Мюнхен), Mnichovská zrada (Мюнхенська зрада), Mnichovský diktát (Мюнхенський диктат) та zrada spojenců (зрада союзників) виникли у той самий період і мали одне й те саме значення. Поет Франтішек Халас опублікував published вірш зі строфою про «дзвін зради».
Тоді член парламенту від Еппінгу, Вінстон Черчилль сказав: «Британія і Франція мали вибір між війною та безчестям. Вони обрали безчестя. Вони матимуть війну».

## Польща

### Наслідки Першої світової війни
Наприкінці 1920-х і на початку 1930-х років у сподіванні відвернути майбутні війни (з Німеччиною чи Радянським Союзом) була утворена заплутана мережа альянсів поміж державами Європи. З ростом нацизму в Німеччині, ця система альянсів була посилена підписанням серії альянсів «взаємодопомоги» між Францією, Великою Британією і Польщею (Франко-польський альянс та Англо-польський альянс). Ці угоди встановлювали, що у випадку війни інші союзники мали повністю мобілізувати свої сили і провести «наземне втручання протягом двох тижнів» у підтримку союзника який зазнав нападу. На додачу, представники західних держав зробили декілька військових обіцянок Польщі, в тому числі таких фантастичних конструкцій, як зроблені британським генералом Вільямом Едмундом Айронсайдом у його липневих розмовах з маршалом Ридз-Смігли. Він обіцяв атаку з боку Чорного моря чи розміщення британського авіаносця у Балтиці.
У коментар щодо англо-польського союзу, польський публіцист Станіслав Мацкевич написав у своїй книзі 1964 року «Політика Бека»: «Англія не потребує існування Польщі, вона ніколи не потребувала його. Інколи британці підштовхували нас до боротьби проти Росії, іноді проти Німеччини, як трапилось у 1939, коли їм вдалось утримати Гітлера на відстані від себе протягом деякого часу. Після їх так-званих гарантій березня 1939, Англія не була зацікавлена у нашій армії, вона не допомагала нам фінансово протягом наши військових приготувань і не мала найменшого наміру допомагати нам під час Гітлерівського вторгнення у Польщу (…) Гарантія незалежності Польщі, зроблена Англією не була гарантією взагалі. Навпаки, це була спекуляція, метою якої було максимально швидка ліквідація польської держави. Англія хотіла щоб, по-перше, Польща воювала проти Німеччини і програла так швидко, як це можливо, щоб Німеччина нарешті зіткнулась з Росією».

### 1939
Через вторгнення до Польщі нацистської Німеччини у вересні 1939 року Британія та Франція оголосили їй війну. 3 вересня була встановлена морська блокада Німеччини і 4 вересня було здійснено спробу бомбардування німецьких військових кораблів у гавані. Більшість дій британських бомбардувальників над Німеччиною була спрямована на розповсюдження агітаційних листівок та розвідку. 4 вересня, під час франко-британської зустрічі у Франції було вирішено, що проти Німеччини не буде здійснено великих наземних чи повітряних операцій і після цього Французький полководець Гамелен видав наказ, який забороняв польським військовим послам лейтенанту Войцеху Фиді та генералу Станіславу Бурхардт-Букацькому контактувати з ним. У своїх повоєнних щоденниках генерал Едмунд Айронсайд, начальник імперського генерального штабу прокоментував французьких обіцянки «Французи збрехали полякам, сказавши, що вони збираються розпочати наступ. Про це не було й мови». Французи ініціювали повну мобілізацію та почали обмежений Саарський наступ 7 вересня але зупинилися недалеко від лінії Німецьких укріплень і потім відступили до власних ліній оборони приблизно 13 вересня. Польщі не повідомили про це рішення. Натомість, Гамелен поінформував депешею маршала Едварда Ридз-Сміглого, що половина його дивізій була у контакті з ворогом і, що Французький наступ змусив Вермахт відкликати принаймні шість дивізій з Польщі. Польський військовий посол у Франції, генерал Станіслав Бурхард-Букацький, після отримання тексту повідомлення, відправленого Гамеленом, попередив маршала Сміглого: «Я отримав повідомлення генерала Гамелена. Будь ласка, не вірте жодному слову в депеші». Наступного дня, командувач Французької військової місії у Польщі, генерал Луї Форі, поінформував польського начальника генерального штабу, генерала Вацлава Стацевича, що запланований головний наступ на західному фронті довелося відкласти з 17 на 20 вересня. У той же час, французьким дивізіям було наказано відступити до своїх казарм уздовж Лінії Мажино.
Франція та Британія не розпочали повномаштабного наземного наступу на Німеччину і не оголосили війну Радянському Союзу, коли він вдерся до Польщі 17 вересня 1939 року. Польща була повністю розгромлена 6 жовтня.

### 1940-ві

#### Тегеран
У листопаді 1943 року Велика Трійка (СРСР, США та ОК) зустрілася на Тегеранській конференції. Президент Рузвельт та Вінстон Черчилль офіційно домовились, що східні кордони Польщі будуть проходити приблизно по лінії Керзона. The Polish government-in-exile was not a party to this decision made in secret. Отримана втрата східних кресів, чи «східних територій», приблизно 48% довоєнної території Польщі на користь Радянського Союзу була сприйнята лондонськими поляками у вигнанні, як ще одна «зрада» їх західними «союзниками».
Хоча, для союзників не було таємницею, що перед своєю смертю у липні 1943 року генерал Владислав Сікорський, Прем'єр-міністр Польського уряду у вигнанні у Лондоні, а не Сталін, був ініціатором концепції перенесення західного кордону Польщі до лінії Одер-Ниса як компенсації за відмову від східних територій в рамках польського зближення з СРСР. Док. Йозеф Ретінгер, який був спеціальним політичним радником Сікорського, на той час також був згодний з концептом свого патрона по перегляду післявоєнних кордонів Польщі. Пізніше у своїх спогадах Ретінгер писав «На Тегеранській конференції, у листопаді 1943 року Велика Трійка погодила, що Польща має отримати територіальні компенсації на заході, за рахунок Німеччини, за землі, які вона втратила на користь Росії у центральній та східній Європі. Це виглядало як справедлива угода».
Черчилль сказав Сталіну, що він може вирішити Польське питання після ухвалення рішення у Тегерані, однак він ніколи не консультувався з польським керівництвом. Коли Прем'єр міністр польського уряду у вигнанні Станіслав Миколайчик відвідав Московську конференцію, він був переконаний, що їде на обговорення кордону, який залишався спірним, в той час як Сталін вважав, що все вже вирішено. Це була головна причина невдачі поїздки польського Прем'єр-міністра до Москви. Сталін та Молотов хотіли загарбати люблінських поляків і ніколи не збиралися домовлятися з Миколайчиком. Польський прем'єр нібито просив про включення Львова та Вільнюсу у нові польські кордони, але отримав наступну відповідь від В'ячеслава Молотова: «Немає сенсу обговорювати це; усе було погоджено у Тегерані».

#### Варшавське повстання

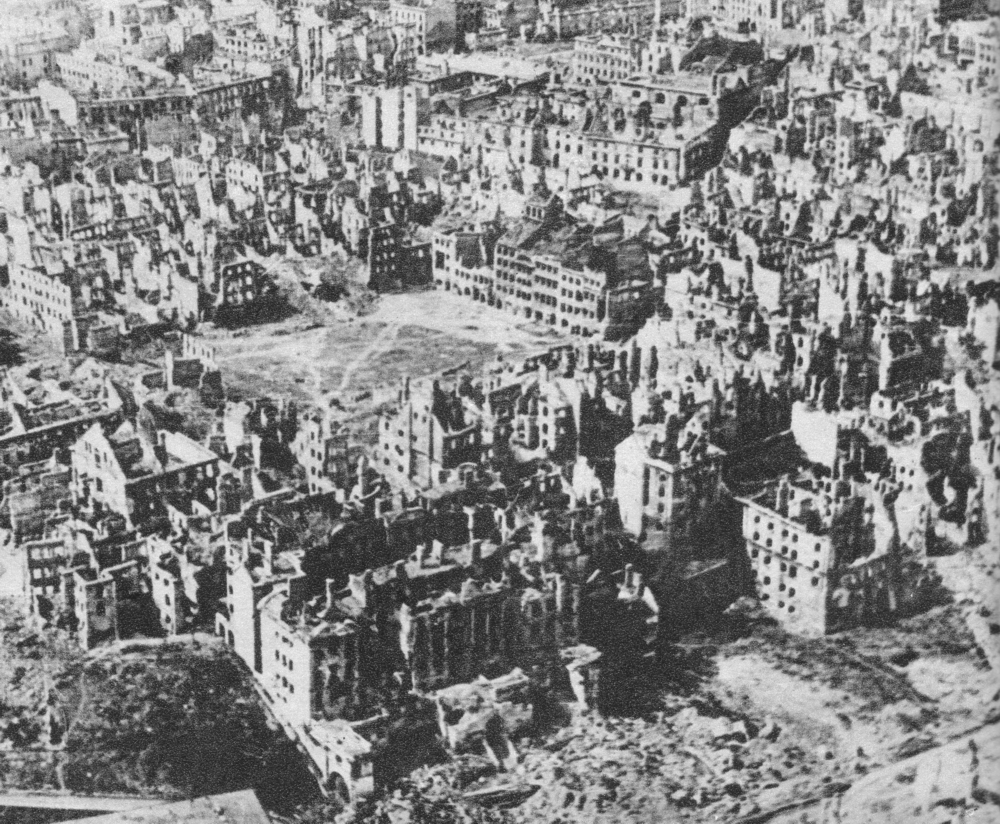
Протягом Другої світової війни 85% усіх будівель у Варшаві були знищені німецькими військами

З часу утворення польського уряду у вигнанні у Парижі, а згодом у Лондоні, військове командування польської армії сфокусувало усі свої зусилля на підготовці майбутнього всенародного повстання проти Німеччини. Нарешті, план акції «Буря» був готовий і 1 серпня 1944 року розпочалося Варшавське повстання. Повстання вилилось у збройну боротьбу польської армії Крайової за визволення Варшави від німецької окупації і нацистської влади.
Незважаю чи на те, що польські, а пізніше і літаки Королівських ВПС (РАФ) здійснювали польоти над Варшавою та скидували припаси починаючи з 4 серпня, літаки Військово-повітряних сил США (ЮСАФ) не приєдналися до операції. Союзники спеціально подали запит на використання аеродромів Червоної армії біля Варшави 20 серпня, але отримали відмову Сталіна 22 серпня (він послався на повстанців як «жменьку злочинців»). Після відмови Сталіна підтримати повстання, Черчилль телеграфував Рузвельту 25 серпня і запропонував відправити літаки не зважаючи на Сталіна і «подивитися, що станеться». Рузвельт відповів 26 серпня, що «Я не вважаю доцільним для далекої загальновійськової перспективи приєднуватися до вас у пропонованому повідомленні дядькові Джо». Командувач британської бомбардувальної авіації, повітряний маршал сер Джон Сліссор пізніше заявив, «Як після падіння Варшави, будь-який відповідальний державний діяч міг довіряти російським комуністам далі, ніж він міг штовхнути їх, переважає розуміння звичайних людей».
Різні вчені (включаючи Нормана Девійса із його книгою 2004 року Повстання '44: Битва за Варшаву) сперечалися, що протягом Варшавського повстання обидва уряди, Об'єднаного Королівства та Сполучених Штатів, майже нічого не зробили для допомоги польським повстанцям і, що союзники замало тисли на Сталіна задля допомоги польській боротьбі.

#### Ялта
Ялтинська конференція започаткувала еру Радянського панування у Центральній та Східній Європі, яка продовжувалася до кінця Холодної війни на початку 1990-х років і залишила гіркі спогади про Західну зраду і Радянську владу у колективній пам'яті регіону. Для багатьох польських американців Ялтинська конференція «являє собою зраду» Польщі та Атлантичної хартії. «Після Другої світової війни», як зазначав Стрибок Телботт, «багато країн (у центрі та) на сході страждали півсторіччя у тіні Ялти». Території, які Радянський Союз окупував протягом Другої світової війни у 1939 році (за винятком області Білостоку) були анексовані на постійній основі і більшість їх польського населення була депортована: сьогодні ці території є складовими Білорусі, України та Литви. Фактична основа цього рішення була результатом штучного референдуму від листопада 1939 року, у якому «переважна більшість» виборців прийняла включення цих земель до складу Білорусі та України. Хоча, безперечним є той факт, що на той момент велика частина населення цих територій, яке переважно складалось з білорусів та українців, дійсно прагнула до об'єднання піддавшись ілюзіям щодо Радянського Союзу. Як компенсацію Польща отримала колишні німецькі території (так звані Повернені території): південну частину східної Пруссії та всю Померанію і Сілезію, аж до лінії Одер-Ниса. Німецьке населення цих територій було депортоване і вони були наново заселені депортованими поляками з територій східних кресів. Це, разом з іншими схожими міграціями у Центральній та Східній Європі, разом створило одну з найбільших людських міграцій у сучасній історії. Також, за наказом Сталіна, бійці польського підпілля були ув'язнені або заслані до ГУЛАГу у Сибір.
На час проведення Ялтинської конференції більше 200,000 вояків Війська Польського на Заході служили під командуванням британської армії. Багато з цих чоловіків і жінок були походженням з східних кресів, регіонів східної Польщі, які включали такі міста як Львів та Вільно. Вони були депортовані з східних кресів до радянського ГУЛАГу коли Гітлер та Сталін окупували Польщу у 1939 році згідно з пактом Молотова — Ріббентропа. Коли двома роками пізніше Черчилль та Сталін утворили альянс проти Гітлера, креські поляки були випущені з ГУЛАГу у Сибіру, сформували армію Андерса і вирушили до Персії, щоб утворити II Корпус Війська Польського під британським командуванням.
Ці польські війська відіграли важливу роль у союзницькому розгромі німців у Північній Африці і Італії, і сподівалися повернутися до східних кресів в незалежній і демократичній Польщі наприкінці війни. Але на Ялтинській конференції Черчилль погодив що Сталін може залишити Радянські надбання на які раніше погодився Гітлер у пакті Молотова — Ріббентропа, включаючи східні креси, і провести депортацію польського населення. Отже, Черчилль погодився, що десятки тисяч ветеранів польських військ під британським командуванням повинні втратити свої домівки у східних кресах на користь Радянського Союзу. У відповідь тридцять офіцерів і людей з II Корпусу скоїли самогубство.
Черчилль захищав свої дії у триденних парламентських дебатах, починаючи з 27 лютого 1945, які завершились голосування про довіру. Протягом дебатів багато депутатів відверто критикували Черчилля і пристрасно виказували лояльність по відношенню до польських союзників Британії поряд із глибокими сумнівами щодо Ялтинських угод. Крім того, 25 з цих депутатів ризикуючи власними кар'єрами вносили проект поправки у протест проти британської мовчазної згоди на панування Радянського Союзу над Польщею. Серед них були: Артур Грінвуд; Александр Дуглас-Г'юм; Коммандер Арчібальд Сотбі; граф Анкастер і Віктор Рейкс. Після провалу поправки, Генрі Штраус, депутат від Норвічу, полишив свою посаду в знак протесту проти британського обходження з Польщею.
Після завершення Другої світової війни Радянський Союз боявся незалежної і потенційно ворожого польського уряду, тому там було встановлено про-радянський режим. Хоча президент Рузвельт «наполягав на вільних та безперешкодних» виборах у Польщі, В'ячеславу Молотову натомість вдалось провести вибори, чесні за «радянськими стандартами». Цілих півмільйона польських солдатів відмовилися повернутися до Польщі через Радянські репресії польських громадян, Процес шістнадцяти і інші страти демократично налаштованих поляків, зокрема, так звані Прокляті солдати, колишні члени Армії Крайової. Результатом став Закон про польське переселення 1947 року, перший закон про масову імміграцію у Британії.
Ялтинська конференція використовувалась правлячими комуністами для підживлення антизахідних настроїв. Було легко стверджувати, що Польща не становить інтересу для Заходу, оскільки лідери Союзних держав пожертвували польськими кордонами, законним урядом та вільними виборами.
На цьому тлі, навіть Сталін виглядав як найкращий друг Польщі, так як він мав значні інтереси в Польщі. Федеративна Республіка Німеччина, сформована у 1949 році, зображувалась комуністичною пропагандою, як наступниця посмертної волі Гітлера, яка бажала відплати і хотіла повернути втрачені на користь Польщі «Повернені території». Надання зерна довіри такому зображенню полягало у тому, що Федеративна Республіка Німеччина до 1970 року відмовлялася від визнання лінії Одер-Ниса і, що деякі західнонімецькі посадові особи мали темне нацистське минуле. Для сегменту польської громадської думки комуністична влада сприймалась, як менше з двох зол.
Захисники таких дій Західних союзників стверджують, що Реальна політика зробила неможливими будь-які інші варіанти та вони були не в стані розпочати абсолютно безвиграшну війну з Радянським Союзом за підкорення країн Центральної та Східної Європи негайно після завершення Другої світової війни. Також треба зазначити про присутність подвійних стандартів із сприйняттям нацистської та радянської агресії, яка мала місце у 1939 та 1940 роках, коли Радянський Союз напав на східну частину Польщі, потім на Балтійські країни і потім на Фінляндію, а західні союзники не спромоглися прийняти якихось активних дій у війні.
Главою американської делегації на переговорах в Ялті був Алжер Гісс, пізніше звинувачений у шпигунстві на Радянський Союз і засуджений за плутанину у власних свідченнях Комітету Палати представників з Антиамериканської діяльності. Це пізніше підтвердилось касетами проекту «Венона».
Наприкінці війни багато таких почуттів образи були капіталізовані окупаційними радянськими силами, які використовували їх для підживлення антизахідних настроїв всередині Польщі. Пропаганда, яку створювали комуністи показувала Радянський Союз як великого визволителя, а Захід, як великого зрадника. Московська Правда повідомила у лютому 1944 року, що всі поляки, які цінують честь і незалежність Польщі йдуть разом з «Об'єднанням польських патріотів» у СРСР.

## Румунія, Болгарія, Греція, Угорщина, Югославія
Протягом четвертої Московської конференції у 1944 році, радянський прем'єр-міністр Йосип Сталін та британський прем'єр-міністр Вінстон Черчилль обговорили розподіл різних європейських країн за сферами впливу.
На рахунку Черчилля у цій справі, його пропозиція, що Радянський Союз мав отримати 90 відсотків впливу у Румунії і 75 відсотків у Болгарії; Об'єднане Королівство мало отримати 90 відсотків впливу у Греції; разом з розподілом 50/50 в Угорщині та Югославії. Два міністри закордонних справ, Ентоні Іден та В'ячеслав Молотов, домовились про розподіл частин 10 та 11 жовтня. Результатом цих переговорів було те, що відсоток радянського впливу у Болгарії і, що важливіше, в Угорщині було визначено у 80 відсотків.